# Aaquem
Aaquem (Aaqen) (r. ?–1744 a.C.) foi um faraó egípcio da XIII dinastia egípcia, que por algum motivo não foi listado na lista de faraós. Encontra-se documentado apenas na árvore genealógica sarcedotal, recolhida de uma estela em Berlim. O nome "Aaquem" pode ter sido uma alteração de outro faraó conectado com Seti (ou Seti I [?]), ou a transformação do nome Aaquenenre. Seu nome havia transformado de "Grande de bravura" para "Asno valente".